# Sigi Martínez
José Sigifredo Martínez Ramírez, conosciuto come Sigi  o Sigi Martínez (El Callao, 25 dicembre 1943), è un ex calciatore e allenatore di calcio peruviano, di ruolo attaccante.

## Carriera
Fu notato e ingaggiato dall'allenatore César Rodríguez Álvarez, quando il Real Saragozza disputò un'amichevole contro una nazionale giovanile peruviana, durante una tournée sudamericana. I giovani peruviani vinsero per 5-1 e Sigì segnò 4 gol.
All'epoca nel Real Saragozza militava Juan Seminario, un famoso calciatore peruviano. César Rodríguez Álvarez chiese a Seminario di rintracciare Sigi per farlo firmare con il Real Saragozza.
Sigi, quindi, non debuttò mai nel calcio maggiore del suo Paese. Egli, infatti, volò in Spagna ed iniziò a giocare a livello professionistico direttamente nella Liga spagnola con il Real Saragozza.
Sigi arrivò in Aragona nell'estate del 1962 e proprio nella medesima sessione di mercato, Seminario si trasferì alla Fiorentina.
Debuttò il 9 dicembre 1962 in casa del Real Madrid (4-2) aprendo le marcature dopo soli quattro minuti di gioco.
La sua prima stagione fu quella in cui ottenne i numeri migliori. Giocò 18 partite in campionato e segnò 8 gol, oltre a due presenze e un gol in Coppa delle Fiere.
Nella stagione 1963-1964 vinse un double di trofei: la Coppa delle Fiere e la Coppa del Generalissimo. La stagione di Sigi tuttavia fu condizionata dalla malattia e conseguente morte della madre, episodio che lo penalizzò dal punto di vista del rendimento calcistico.
Successivamente, Sigi faticò a riprendersi un posto in squadra, subendo la concorrenza di altri attaccanti.
Nel 1968 il Recreativo de Huelva, club di Segunda División, acquistò dal Real Saragozza Sigi e altri tre giocatori (Antonio Villacampa, José María Encontra e Antonio Gozalo).
Al Recreativo Sigi non riuscì ad ambientarsi. Giocò per tre mesi prima di pagare il club per svincolarsi. Fu notato dall'Elche di Fernando Daucik, allenatore già incontrato al Saragozza, che ne chiese l'ingaggio per impiegarlo in Primera División. Tuttavia, Sigi non poté esordire immediatamente a causa di problemi burocratici nel suo trasferimento, legati al fatto che il Real Saragozza rivendicasse un pagamento in sospeso da parte del Recreativo. Alla fine di una controversia legale Sigi ottenne il permesso di giocare con l'Elche.
Rimase all'Elche fino al 1970, per poi giocare una stagione con il Villarreal in Segunda División.
Nel 1971 fu vicino al trasferimento allo Sporting Club de Toulon. In attesa che si concretizzasse, Sigi giocò con il Deportivo Aragón, squadra filiale del Real Saragozza, nella quale stava muovendo i primi passi da allenatore l'ex compagno di squadra José Luis García Traid. La permanenza di Sigi durò fino all'esonero di García Traid, dopodiché anche Sigi decise di lasciare il Deportivo Aragón.
Finalmente nel 1972 si trasferì definitivamente al Toulon. L'esperienza francese di Sigi durò complessivamente cinque anni, militando anche con il Tolosa e con l'Arles. Nel 1977, all'età di 34 anni, si ritirò dal calcio giocato.

### Allenatore
Nel 1987 tornò al Real Saragozza in veste di allenatore del Deportivo Aragón, in Segunda División B.
Riuscì a sviluppare diversi giocatori che vennero promossi in prima squadra. Nella sua prima stagione concluse la 2ª División in cima alla classifica a pari punti con il CFJ Mollerussa. Il secondo anno non fu altrettanto soddisfacente e dopo 17 giornate Sigi fu sostituito in panchina da Manolo Villanova.
Nella stagione 1989-1990 allenò il Club Deportivo Binéfar sempre in Segunda División B concludendo il campionato al nono posto.

## Palmarès

### Club

#### Competizioni nazionali
- Coppa di Spagna: 2

Real Saragozza: 1963-1964, 1965-1966

#### Competizioni internazionali
- Coppa delle Fiere: 1

Real Saragozza: 1963-1964